# Echiichthys vipera
Echiichthys vipera, unico esemplare del genere Echiichthys, e conosciuto comunemente come tracina vipera,  è un pesce d'acqua salata appartenente alla famiglia Trachinidae.

## Distribuzione e habitat
Questa specie è diffusa lungo le coste mediterranee e atlantiche orientali, nei fondali sabbiosi e sassosi.

## Descrizione
La tracina vipera presenta corpo cilindrico ma appiattito sul ventre (vive principalmente sul fondo), con testa arrotondata e una grande bocca rivolta verso l'alto.

Le pinne pettorali sono ampie, le ventrali piccole. La lunga dorsale è preceduta da una pinna formata da 5-6 raggi-spine cavi, collegati a una ghiandola velenifera. La pinna anale è opposta e simmetrica alla dorsale. La pinna caudale è a delta. La livrea presenta un colore di fondo giallo, con macchie ocra e brune che forman due strisce orizzontali lungo i fianchi. Il dorso è marmorizzato. Il ventre è giallo-bianco.

Le dimensioni si attestano sui 15 cm di lunghezza.

## Prede e predatori
Le tracine si immergono nel fondale sabbioso, lasciando liberi solo gli occhi e le spine velenifere. Quando una preda capita a portata di bocca esse escono velocemente dal loro nascondiglio. Si cibano di piccoli pesci e crostacei. Non hanno molti predatori, poiché la loro puntura è un'esperienza terribile per chiunque provi a divorarle.

## Pesca
Sono pescate dall'uomo, che ne apprezza le carni delicate soprattutto nella zuppa di pesce.

## Veleno
Le tracine sono dotate di aculei velenosi nella prima pinna dorsale e sugli opercoli branchiali, che utilizzano a scopo difensivo. Le molecole tossiche sono senza dubbio di natura proteica e, tra queste, la più nota è la dracotossina. Si tratta di una molecola molto instabile e necessita di particolari accorgimenti per essere studiata.
Nel mix velenifero sono presenti anche la serotonina e l’istamina, e scatenano il panico che subentra immediatamente dopo essere stati punti. Presente anche un polisaccaride tossico. Esiste anche un siero antiveleno ma ad oggi è stato sperimentato solo in una dozzina di casi.
Le molecole del veleno dei pesci in genere sono instabili e termolabili. Nel caso specifico del veleno di tracina la sua stabilità si ottiene a temperature di – 70 °C.
Il veleno risulta neurotossico ed emolitico (distrugge le cellule del sangue), e frequenti sono le necrosi muscolari prossime alla sede della puntura. In seguito ad una puntura il dolore è violento ed immediato; risulta urente, progressivo e si estende rapidamente lontano dalla sede della puntura (in genere la pianta del piede se il pesce è stato calpestato inavvertitamente; le mani - incidente comune tra i pescatori - quando si rovista con poca attenzione nelle reti; la pancia - caso raro - quando in apnea ci si avvicina alla tana di una tracina).
Il picco del dolore si ha dopo 20 – 50 minuti e può protrarsi per 24 ore o addirittura, anche se attenuato, per più giorni. Nella zona colpita si ha dapprima una ischemia da vasocostrizione e il contorno diviene pallido, subito dopo la ferita viene circondata da edema ed eritema.
Pescatori e commercianti che spesso hanno avuto a che fare con le punture della tracina (il veleno penetra anche quando il pesce è morto e resiste alla refrigerazione), possono sviluppare negli anni l'immunità al veleno e in genere i sintomi, in questi casi, risulteranno molto attenuati.
Secondo alcuni autori, il veleno è più tossico durante il periodo della frega. 
Il dolore è molto forte, un bruciore profondo che si irradia dalla ferita (che sanguina) lungo tutto l'arto, raramente arrivando fino all'inguine o all'ascella (a seconda dell'arto colpito), raggiungendo il suo massimo dopo 30-45 minuti dalla puntura, perdurando a volte per 24 ore, con strascichi di formicolii e insensibilità.

Nonostante il forte dolore e nella maggior parte dei casi non comporta serie conseguenze quando la puntura avviene al piede per accidentale calpestio del pesce o alla mano, ma vi sono casi rari in cui invece può essere decisamente pericoloso qualora la puntura avvenga in un punto delicato o vicino ad organi vitali come collo o petto; bisogna tenere conto infatti che la tracina è uno dei pochissimi pesci velenosi che non adotta solo una difesa passiva ma è in grado anche di attaccare direttamente se minacciata, scagliandosi contro chi percepisce come una minaccia cercando di pungere il nemico con le spine velenifere e, nel caso dell'uomo immerso che fa attività subacquea, non è improbabile che la parte colpita sia il ventre o il collo. La tracina non attacca tuttavia all'improvviso uscendo dalla sabbia ma è bensì solita manifestare prima un comportamento aggressivo sotto forma di parata di minaccia ponendosi fuori dalla sabbia e muovendosi lentamente e in modo flessuoso descrivendo grosso modo una esse e tenendo le spine velenifere sul dorso ben erette ed evidenti, solo se questa pantomima non scoraggia il disturbatore allora senza indugi passa all'attacco diretto (questo tipo di comportamento è stato più volte osservato e documentato nella tracina ragno). Piuttosto spesso però per lo shock doloroso l'organismo reagisce con nausea, vomito e svenimenti. Sono necessarie profilassi antidolorifica e antitetanica.
Per un primo soccorso è utile immergere la zona colpita in acqua molto calda, poiché il veleno è termolabile.
Molto spesso la puntura lascia un gonfiore sottocutaneo molto sviluppato: ad esempio, se si viene punti al dito, il gonfiore sicuramente raggiungerà il polso o addirittura la fine dell'avambraccio (a seconda della quantità di veleno iniettato), per poi sgonfiarsi dopo 2-3 giorni.